# Gunn Johansson
Gunn Nancy Monica Johansson, född 11 juli 1941 i Brännkyrka församling i Stockholm, är en svensk psykolog.
Johansson blev filosofie kandidat 1964, filosofie licentiat 1970, filosofie doktor 1973 på avhandlingen Activation, adjustment and sympathetic-adrenal medullary activity: field and laboratory studies of adults and children, docent 1982 och var 1989–2008 professor i arbetspsykologi, allt vid Stockholms universitet. Hon är en pionjär inom arbetslivsforskning. År 1993 invaldes hon som ledamot av Ingenjörsvetenskapsakademien och 1998 som ledamot av Kungl. Vitterhets Historie och Antikvitetsakademien. Hon är sedan 2014 ordförande i Psykologihistoriska sällskapet.